# Estación de Vilna
La estación de tren de Vilna (en lituano: Vilniaus geležinkelio stotis) es la principal estación de ferrocarril de Vilna, Lituania. Es el nudo ferroviario más importante del país y el edificio de la estación fue inaugurado en 1861, situado próximo a la estación de autobuses. La estación tiene servicios regulares a las principales ciudades lituanas y a otras de la región, como Minsk, Kaliningrado, Moscú y San Petersburgo.

## Historia
La estación fue construida entre 1853 y 1862 durante la expansión de la línea ferroviaria San Petersburgo – Varsovia. El primer tren llegó de Daugavpils el 4 de septiembre de 1860. En 1861 se inauguró el ferrocarril Vilna - Kaunas - Eydtkunen (hoy Chernyshevskoye, entonces parte de Prusia Oriental), y en 1874 el ferrocarril de Minsk.
Después de la Primera Guerra Mundial en 1918, fueron creados los ferrocarriles lituanos y su sede, desde entonces, se encuentra en la estación central.

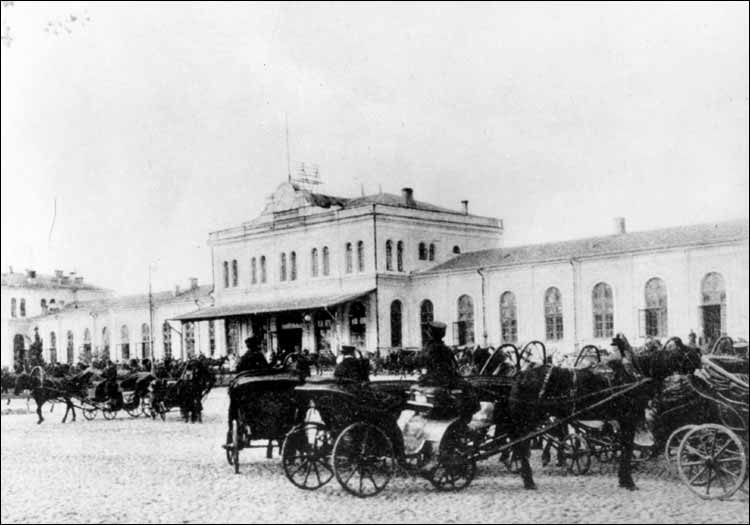
La estación a finales del s. XIX
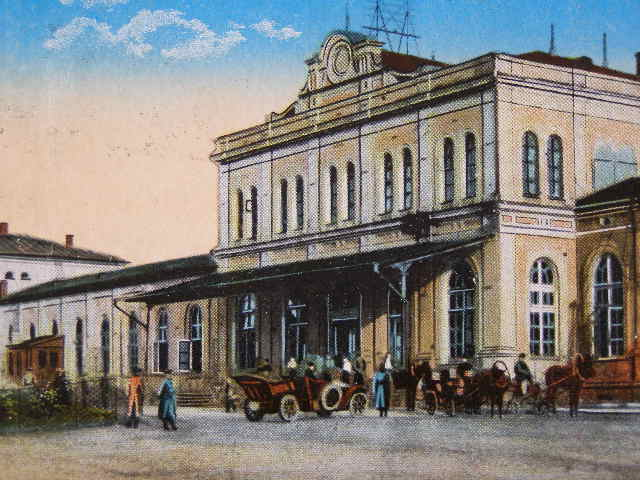
Postal de 1915
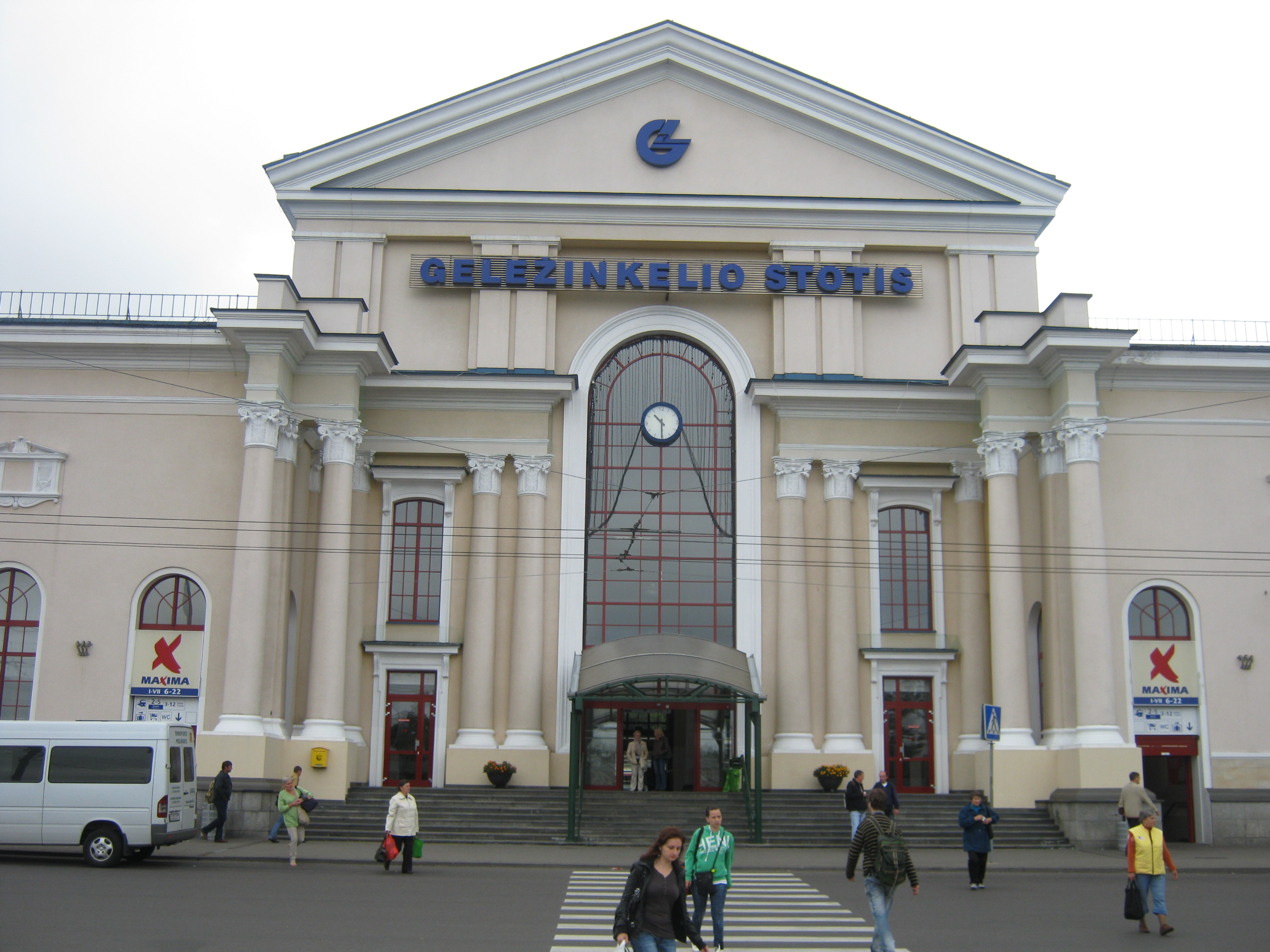
Entrada de la estación en la actualidad